# سلطان (مجموعه تلویزیونی)
سلطان (لهستانی: Król) که با نامِ سلطانِ ورشو (انگلیسی: The King of Warsaw) هم شناخته می‌شود، یک مجموعهٔ تلویزیونی جنایی لهستانی به کارگردانی یان پ. ماتوشینسکی است که در سال ۲۰۲۰ منتشر شد.

## گزیدهٔ بازیگران
- میخاو ژورافسکی
- آرکادیوش یاکوبیک
- ماگدالنا بوچارسکا
- بوریس شیتس
- آندژی سورین
- باربارا کوژای
- آدام بوبیک
- آدام فرنتسی
- بارتوئومیئی توپا
- کشیشتف پیه‌چینسکی
- یانوش گایوس
- آنا نخربتسکا
- یاتسک براچیاک
- پیوتر ژورافسکی
- مارتا اویژینسکا
- ماوگوژاتا هایفسکا-کشیشتوفیک
- شیمون کوشمیدر
- الکساندرا پیسولا
- پیوتر چیرووس
- ماشا ونگروتسکا